# میزا (مقدونیه باستان)

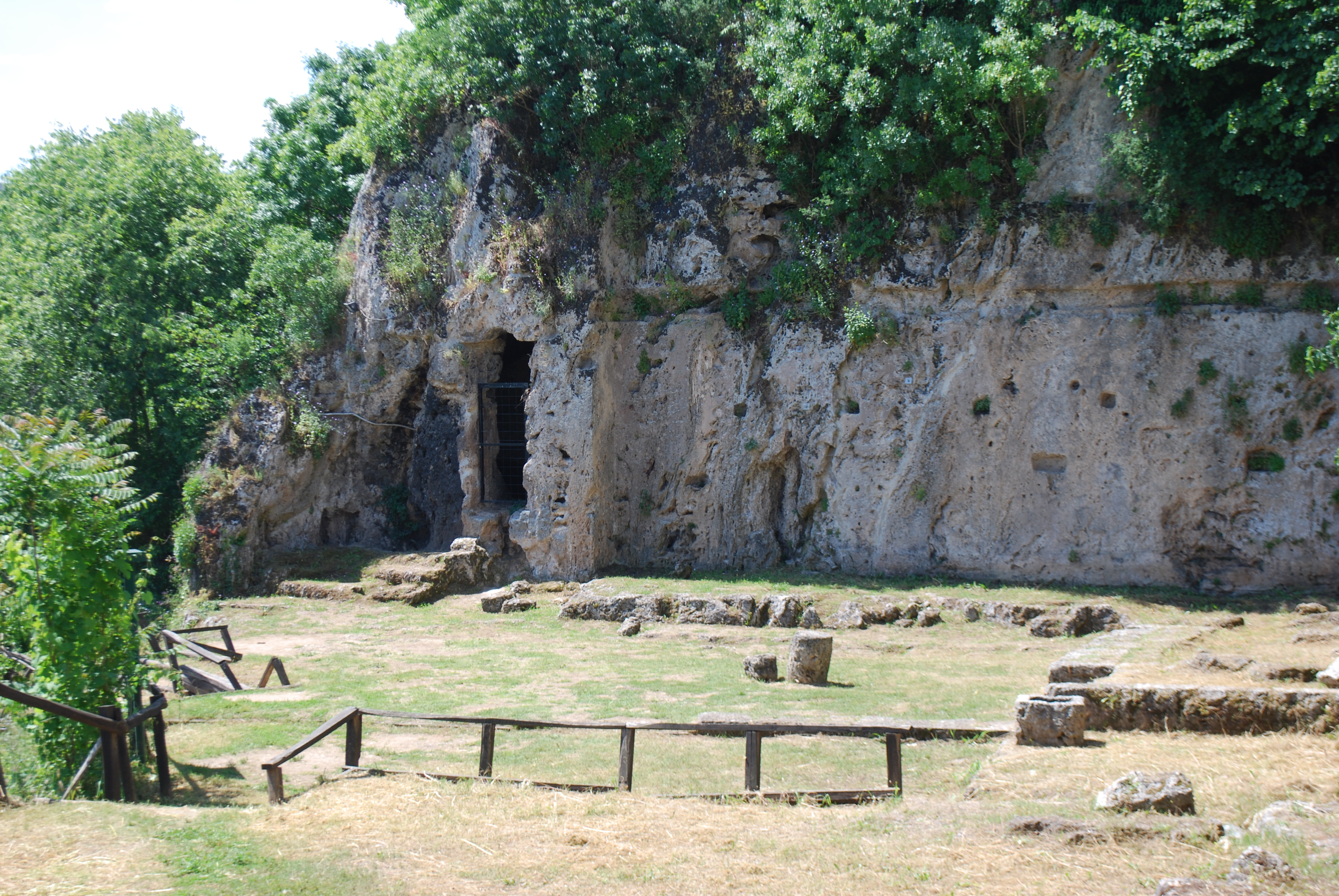
نگاره ای از مدرسه ارسطو در روستای میزا

میزا روستایی واقع در مقدونیهٔ باستان بود. ارسطو مابین سال‌های ۳۴۳ تا ۳۴۰ پیش از میلاد در این روستا به تعلیم و تربیت اسکندر کبیر و ملازمانش پرداخت. همچنین این روستا زادگاه یکی از ملازمان اسکندر به نام پئوکستاس بود.
فیلیپ دوم مقدونی، ارسطو را به عنوان مربی و آموزگار خصوصی پسرش انتخاب کرد و معبد نومفس را به محل تشکیل کلاس‌های درس آنان اختصاص داد. در ازای آموزش اسکندر، فیلیپ متعهد شد که شهر استاگیرا، زادگاه ارسطو، را که روزگاری خود آن را ویران کرده بود از نو بسازد و شهروندانش را آزاد کند و دوباره در آنجا اسکان دهد.
میزا در نزدیکی شهر امروزی نائوسا واقع بوده و از سال ۱۹۵۴ تاکنون چندین بار مورد حفاری‌های باستان‌شناسی قرار گرفته‌است.